# クズヒトヨタケ
クズヒトヨタケ（学名: Coprinus patouillardi）は、ヒトヨタケ科ヒトヨタケ属に属するキノコ。現在ではナヨタケ科ヒメヒトヨタケ属に分類されると考えられる。
傘径0.2 - 2.5cm、柄の長さ3 - 7cmほどの小さなキノコである。Coprinopsis cordisporaと非常に類似しており、これのシノニムともされる。
夏期～秋季にかけ、木くず、藁くず、堆肥に発生し、星くずのように見える。最初は卵型のち傘型から水平に開き、中央部はややくぼむ。表面は白・灰から中央部は黄褐色の粉被に包まれ、半透明に見える。ひだは白色からのちに黒色に変化。胞子は丸みのある類五角形。
日本からヨーロッパに広く分布する。
食用にはならない。